# تيتشي
تيتشي (بالإنجليزية: Tychy)‏ وهي مدينة تقع جنوب بولندا في محافظة سيليزيا وتعتبر من أكبر المدن في هذه المحافظة , يبلغ عدد سكانها 129 ألف وتبلغ مساحتها 81 كلم مربع.

## توأمة
لتيتشي اتفاقيات توأمة مع كل من:
- كاسينو
- Marzahn-Hellersdorf [الإنجليزية]‏
- Huddinge Municipality [الإنجليزية]‏

## أعلام
- كرزيستوف بوكانيك
- كارولينا نجا
- لوكاس سينكيفيتش
- أركاديوش ميليك
- داريوس كايزر